# Godoy Moreira
Godoy Moreira este un oraș în Paraná (PR), Brazilia.